# Horní Dvory
Horní Dvory (deutsch Oberschön) ist eine Siedlung der Stadt Cheb (Eger) im Okres Cheb (Bezirk Cheb). Der Ort liegt rund 1 km östlich von Cheb. Die Gemarkung umfasst etwa eine Fläche von 2,29 km².

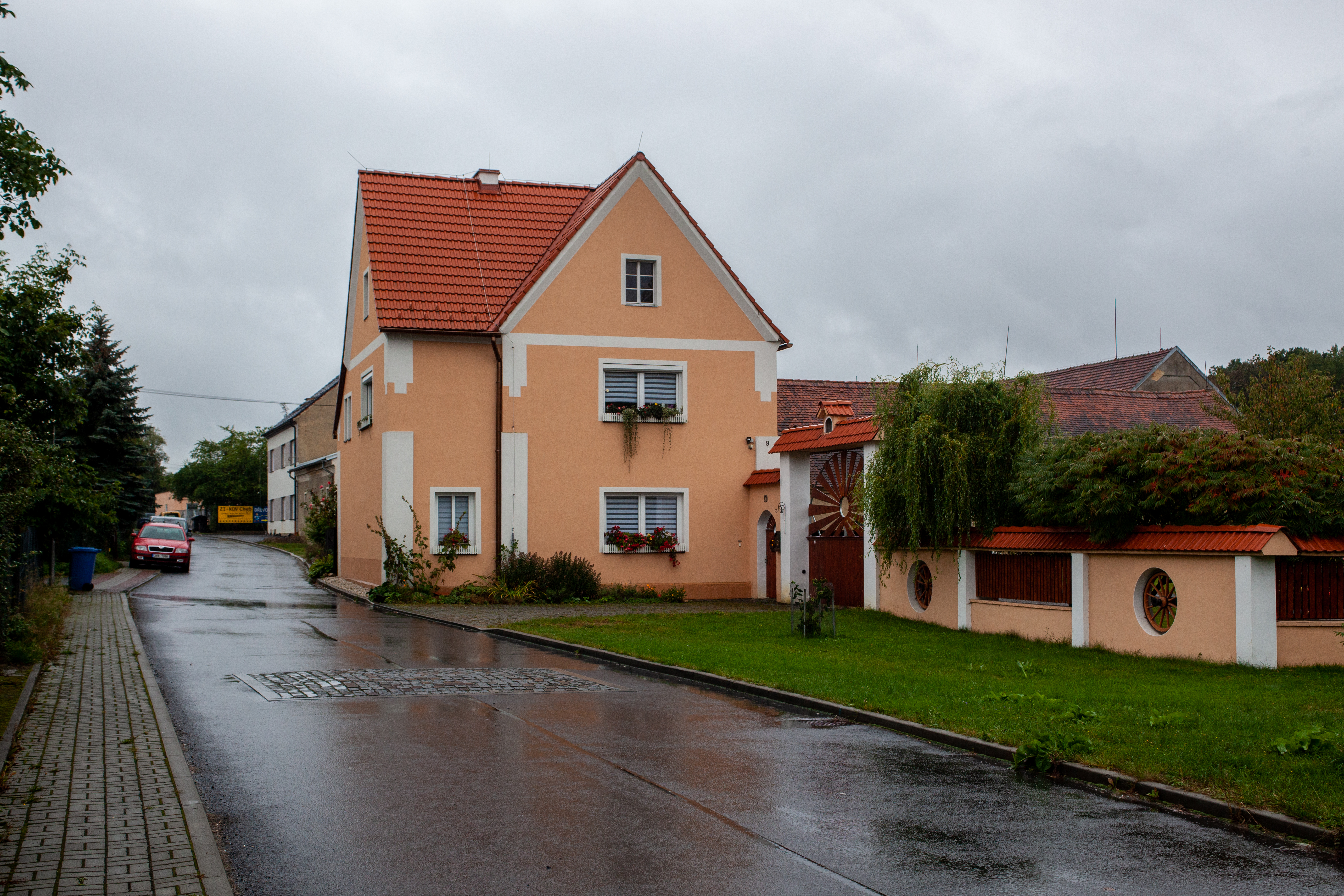
Ortsansicht

## Geschichte
Erstmals erwähnt wurde Rading 1269. Die Einwohnerzahl betrug 2011 45.
| Jahr      | 1869 | 1880 | 1890 | 1900 | 1910 | 1921 | 1930 | 1950 | 1961 | 1970 | 1980 | 1991 | 2001 | 2011 |
| --------- | ---- | ---- | ---- | ---- | ---- | ---- | ---- | ---- | ---- | ---- | ---- | ---- | ---- | ---- |
| Einwohner | 107  | 95   | 88   | 90   | 91   | 98   | 102  | 29   | 36   | 30   | 65   | 61   | 54   | 45   |
| Häuser    | 16   | 17   | 18   | 14   | 14   | 13   | 13   | 12   | -    | 5    | 15   | 15   | 14   | 16   |

## Belege
1. ↑  STATISTICKÝ LEXIKON OBCÍ ČESKÉ REPUBLIKY 2013 Podle správního rozdělení k 1.1. 2013 a výsledků sčítání lidu, domů a bytů k 26. březnu 2011 Zpracoval Český statistický úřad ve spolupráci s Ministerstvem vnitra ČR. 1. Januar 2013, S. 265, archiviert vom Original (nicht mehr online verfügbar) am 6. März 2016; abgerufen am 19. März 2024 (tschechisch).  Info: Der Archivlink wurde automatisch eingesetzt und noch nicht geprüft. Bitte prüfe Original- und Archivlink gemäß Anleitung und entferne dann diesen Hinweis.
2. ↑  Archivierte Kopie (Memento des Originals vom 27. Oktober 2022 im Internet Archive)  Info: Der Archivlink wurde automatisch eingesetzt und noch nicht geprüft. Bitte prüfe Original- und Archivlink gemäß Anleitung und entferne dann diesen Hinweis.